# Manchester United F.C. mùa bóng 1931–32
Mùa giải 1931-32 là mùa giải thứ 36 của Manchester United F.C. ở The Football League.
Huấn luyện viên Herbert Bamlett đã bị sa thải vào ngày 9 tháng 11 năm 1931 sau khi thi đấu bết bát trong giải đấu, và người được chọn Walter Crickmerđược bổ nhiệm trong cùng một ngày. United được hồi sinh mạnh mẽ nhưng chỉ xếp thứ 12 vào cuối mùa giải, Vào cuối mùa giải Scott Duncan thay thế Walter Crickmer làm huấn luyện viên mới toàn thời gian.

## Giải bóng đá hạng hai
| Thời gian                | Đối thủ                 | H/A | Tỷ số Bt-Bb | Cầu thủ ghi bàn                      | Số lượng khán giả |
| ------------------------ | ----------------------- | --- | ----------- | ------------------------------------ | ----------------- |
| ngày 29 tháng 8 năm 1931 | Bradford Park Avenue    | A   | 1 – 3       | Reid                                 | 16,239            |
| 2 tháng 9 năm 1931       | Southampton             | H   | 2 – 3       | Ferguson, Johnston                   | 3,507             |
| 5 tháng 9 năm 1931       | Swansea Town            | H   | 2 – 1       | Hopkinson, Reid                      | 6,763             |
| 7 tháng 9 năm 1931       | Stoke City              | A   | 0 – 3       |                                      | 10,518            |
| 12 tháng 9 năm 1931      | Tottenham Hotspur       | H   | 1 – 1       | Johnston                             | 9,557             |
| 16 tháng 9 năm 1931      | Stoke City              | H   | 1 – 1       | Spence                               | 5,025             |
| 19 tháng 9 năm 1931      | Nottingham Forest       | A   | 1 – 2       | Gallimore                            | 10,166            |
| 26 tháng 9 năm 1931      | Chesterfield            | H   | 3 – 1       | Warburton (2), Johnston              | 10,834            |
| 3 tháng 10 năm 1931      | Burnley                 | A   | 0 – 2       |                                      | 9,719             |
| 10 tháng 10 năm 1931     | Preston North End       | H   | 3 – 2       | Gallimore, Johnston, Spence          | 8,496             |
| 17 tháng 10 năm 1931     | Barnsley                | A   | 0 – 0       |                                      | 4,052             |
| 24 tháng 10 năm 1931     | Notts County            | H   | 3 – 3       | Gallimore, Mann, Spence              | 6,694             |
| 31 tháng 10 năm 1931     | Plymouth Argyle         | A   | 1 – 3       | Johnston                             | 22,555            |
| 7 tháng 11 năm 1931      | Leeds United            | H   | 2 – 5       | Spence (2)                           | 9,512             |
| 14 tháng 11 năm 1931     | Oldham Athletic         | A   | 5 – 1       | Johnston (2), Spence (2), Mann       | 10,922            |
| 21 tháng 11 năm 1931     | Bury                    | H   | 1 – 2       | Spence                               | 11,745            |
| 28 tháng 11 năm 1931     | Port Vale               | A   | 2 – 1       | Spence (2)                           | 6,955             |
| 5 tháng 12 năm 1931      | Millwall                | H   | 2 – 0       | Gallimore, Spence                    | 6,396             |
| 12 tháng 12 năm 1931     | Bradford City           | A   | 3 – 4       | Spence (2), Johnston                 | 13,215            |
| 19 tháng 12 năm 1931     | Bristol City            | H   | 0 – 1       |                                      | 4,697             |
| 25 tháng 12 năm 1931     | Wolverhampton Wanderers | H   | 3 – 2       | Hopkinson, Reid, Spence              | 33,123            |
| 26 tháng 12 năm 1931     | Wolverhampton Wanderers | A   | 0 – 7       |                                      | 37,207            |
| 2 tháng 1 năm 1932       | Bradford Park Avenue    | H   | 0 – 2       |                                      | 6,056             |
| 16 tháng 1 năm 1932      | Swansea Town            | A   | 1 – 3       | Warburton                            | 5,888             |
| 23 tháng 1 năm 1932      | Tottenham Hotspur       | A   | 1 – 4       | Reid                                 | 19,139            |
| 30 tháng 1 năm 1932      | Nottingham Forest       | H   | 3 – 2       | Reid (3)                             | 11,152            |
| 6 tháng 2 năm 1932       | Chesterfield            | A   | 3 – 1       | Reid (2), Spence                     | 9,457             |
| 17 tháng 2 năm 1932      | Burnley                 | H   | 5 – 1       | Johnston (2), Ridding (2), Gallimore | 11,036            |
| 20 tháng 2 năm 1932      | Preston North End       | A   | 0 – 0       |                                      | 13,353            |
| 27 tháng 2 năm 1932      | Barnsley                | H   | 3 – 0       | Hopkinson (2), Gallimore             | 18,223            |
| 5 tháng 3 năm 1932       | Notts County            | A   | 2 – 1       | Hopkinson, Reid                      | 10,817            |
| 12 tháng 3 năm 1932      | Plymouth Argyle         | H   | 2 – 1       | Spence (2)                           | 24,827            |
| 19 tháng 3 năm 1932      | Leeds United            | A   | 4 – 1       | Reid (2), Johnston, Ridding          | 13,644            |
| 25 tháng 3 năm 1932      | Charlton Athletic       | H   | 0 – 2       |                                      | 37,012            |
| 26 tháng 3 năm 1932      | Oldham Athletic         | H   | 5 – 1       | Reid (3), Fitton, Spence             | 17,886            |
| 28 tháng 3 năm 1932      | Charlton Athletic       | A   | 0 – 1       |                                      | 16,256            |
| 2 tháng 4 năm 1932       | Bury                    | A   | 0 – 0       |                                      | 12,592            |
| 9 tháng 4 năm 1932       | Port Vale               | H   | 2 – 0       | Reid, Spence                         | 10,916            |
| 16 tháng 4 năm 1932      | Millwall                | A   | 1 – 1       | Reid                                 | 9,087             |
| 23 tháng 4 năm 1932      | Bradford City           | H   | 1 – 0       | Fitton                               | 17,765            |
| 30 tháng 4 năm 1932      | Bristol City            | A   | 1 – 2       | Black                                | 5,874             |
| 7 tháng 5 năm 1932       | Southampton             | A   | 1 – 1       | Black                                | 6,128             |

| #  | Câu lạc bộ        | Tr | T  | H  | B  | Bt | Bb | Hs | Điểm |
| -- | ----------------- | -- | -- | -- | -- | -- | -- | -- | ---- |
| 11 | Nottingham Forest | 42 | 16 | 10 | 16 | 77 | 72 | +5 | 42   |
| 12 | Manchester United | 42 | 17 | 8  | 17 | 85 | 86 | –1 | 42   |
| 13 | Preston North End | 42 | 16 | 10 | 16 | 75 | 77 | –2 | 42   |

## FA Cup
| Thời gian          | Vòng đấu | Đối thủ         | H/A | Tỷ số Bt-Bb | Cầu thủ ghi bàn | Số lượng khán giả |
| ------------------ | -------- | --------------- | --- | ----------- | --------------- | ----------------- |
| 9 tháng 1 năm 1932 | Vòng 3   | Plymouth Argyle | A   | 1 – 4       | Reid            | 28,000            |